# Paspalum virgatum
Paspalum virgatum es una especie botánica de gramínea subtropical, perenne de la familia de las Poaceae. Se comporta como maleza, indeseable.

## Distribución
Es endémica de los tres subcontinentes americanos, desde EE. UU. y México, las Antillas, América Central y del Sur.

## Descripción
Es un arbusto siempreverde, que alcanza 2 m de altura.

## Taxonomía
Paspalum virgatum fue descrita por Carlos Linneo y publicado en Systema Naturae, Editio Decima 2: 855. 1759.
Etimología
Paspalum: nombre genérico que deriva del griego paspalos (una especie de mijo).
virgatum: epíteto latíno que significa "rayado".
Sinonimia
- Panicum lagascae var. virgatum (L.) Kuntze
- Paspalum lagascae var. virgatum (L.) Kuntze
- Paspalum latifolium Spreng.
- Paspalum leucocheilum C.Wright
- Paspalum platyphyllum Schult. & Schult.f.
- Paspalum wettsteinii Hack.[4][5]

## Nombre común
Caguazo, camalote blanco, cabezón, marciega, remolina, talquezal, pojuca y maciega o cortadora en Colombia